# Copperheads

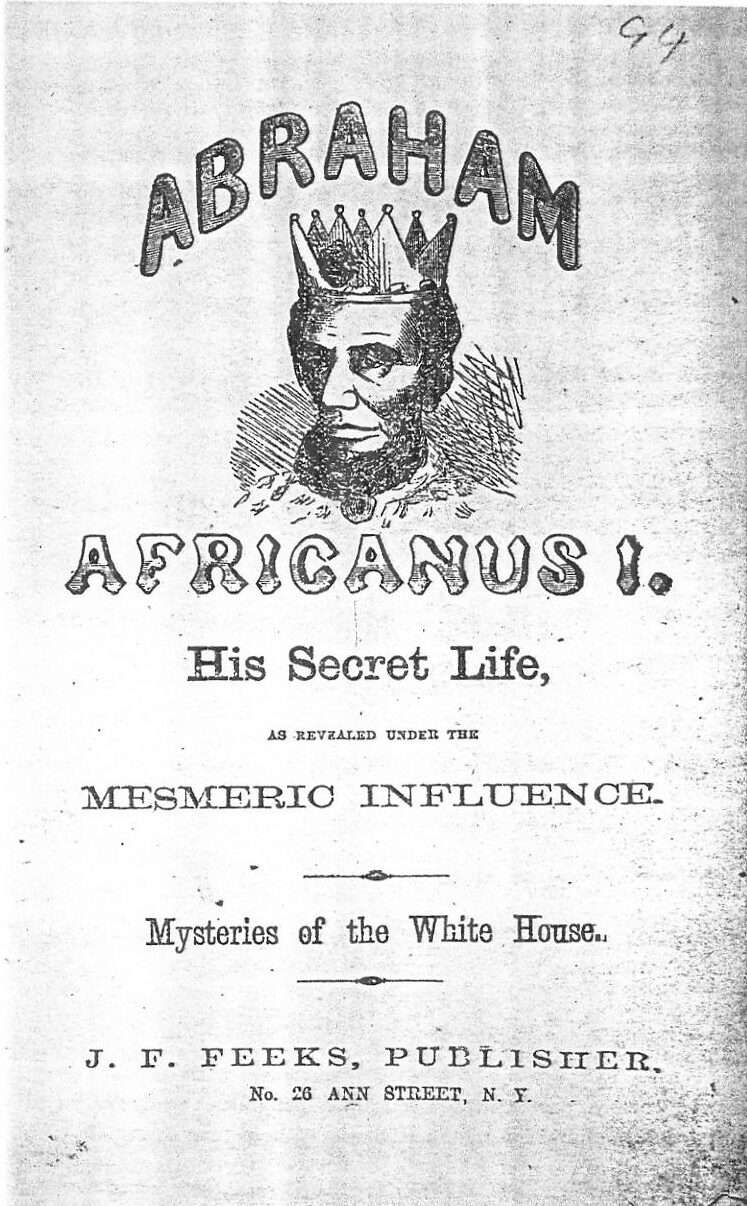
Pamphlet der Copperheads aus dem Jahr 1864

Die Copperheads (deutsch Kupferköpfe) oft auch Peace Democrats (Friedensdemokraten) waren während des Sezessionskriegs eine Gruppierung innerhalb der Demokratischen Partei in den Nordstaaten.

## Begriff und Geschichte
Die Copperheads standen dem Krieg und damit einhergehenden Maßnahmen des Republikaners Abraham Lincolns wie der Aufhebung des Habeas Corpus, der Machtzunahme der Zentralregierung, der Wehrpflicht und der Pressezensur ablehnend gegenüber. 
Sie organisierten sich oft in Geheimgesellschaften außerhalb der Demokratischen Partei, zum Beispiel dem Order of American Knights. Am stärksten waren sie in den ländlichen Staaten Indiana, Illinois und Ohio. Detektive der Nordstaaten unterwanderten die Bewegung und nahmen deren Anführer fest. Vor allem in Indiana führte dies zu Massenprozessen, die zur wegweisenden Entscheidung im Fall Ex parte Milligan führten.
Versuche der Südstaaten, die Kriegsgegner für ihre Zwecke zu nutzen, schlugen fehl.
Die Bezeichnung als Copperhead, wahrscheinlich als Anspielung auf die Nordamerikanischen Kupferkopfschlange, eine der gefährlichsten Schlangen Nordamerikas, wurde den Kriegsgegnern von ihren politischen Widersachern verliehen, um sie als Giftschlangen gegen die Interessen des Nordens darzustellen. Es existieren aber noch andere Herkunftserklärungen.

## Alternativer Ausdruck: Doughface
Ein ähnlicher Begriff aus der Zeit des 19. Jahrhunderts war Doughface. Ursprünglich stand dieser Begriff für „Teiggesicht“. In Webster's Dictionary (1847) heißt es: “doughfacism was defined as ‚the willingness to be led about by one of stronger mind and will‘.” (die Bereitschaft, einem stärkeren Willen und Geist zu folgen). In den Jahren vor dem Amerikanischen Bürgerkrieg war „doughface“ ein Ausdruck für Nordstaatler, die politische Positionen der Südstaatler vertraten.

## Bekannte Vertreter
- Jesse D. Bright, Indiana
- Alexander Long, Ohio
- Edson B. Olds, Ohio
- George Pendleton, Ohio
- Horatio Seymour, New York
- Fernando Wood, New York
- Clement Vallandigham, Ohio
- Daniel W. Voorhees, Indiana
- Lambdin P. Milligan

## Weiteres
- Copperheads ist der Titel eines Spielfilms aus dem Jahre 2013 über den Amerikanischen Bürgerkrieg.